# 親鸞 (映画)
『親鸞』（しんらん）は、1960年（昭和35年）6月21日公開の日本映画である。東映製作・配給。監督は田坂具隆、主演は中村錦之助 (萬屋錦之介)。カラー、東映スコープ、Westrex RECORDING SYSTEM、147分、映倫番号：11716。
吉川英治の同名長編小説の映画化作品で、親鸞の姿を描いた伝記映画。日活から東映へ移籍した田坂監督の第1作でもある。
同年9月27日に続編となる『続 親鸞』が公開された。128分。こちらについても本記事にて記述する。

## スタッフ
- 監督：田坂具隆
- 製作：大川博
- 企画：坪井与、辻野公晴、小川貴也
- 脚本：成沢昌茂
- 原作：吉川英治
- 撮影：坪井誠
- 音楽：伊福部昭
- 照明：和多田弘
- 録音：石原貞光
- 美術：桂長四郎
- 編集：宮本信太郎
- 記録：田中美佐江
- 装置：舘清士
- 装飾：中岡清
- 美粧：林政信
- 結髪：桜井文子
- 衣裳：三上剛
- 擬斗：足立伶二郎
- 進行主任：池田利次
- 和楽：望月太明吉
- 舞踊振付：藤間勘五郎
- 装飾考証：高津年晴
- 衣裳考証：甲斐荘楠音
- 美術考証：鈴木孝俊

## キャスト
親鸞
- 親鸞：中村錦之助 (萬屋錦之介)
- 朝麿：中村賀津雄 (中村嘉葎雄)
- 梢：丘さとみ
- 玉日姫：吉川博子
- 萬野：木暮実千代
- 慈円僧正：大河内傳次郎
- 天城四郎：岡田英次
- 月輪兼実：千田是也
- 性善坊：千秋実
- 峰阿弥：薄田研二
- 鷹司右大臣：小沢栄太郎
- 覚明：加賀邦男
- 聖覚法師：徳大寺伸
- 花山院通種：中村歌昇
- 如海：吉田義夫
- 冷泉大納言：沢村宗之助
- 老婆：浪花千栄子
- 弁海：平幹二朗
- 助蔵：富田仲次郎
- 高松衛門：織田政雄
- 一條友範：高松錦之助
- 天海：小柴幹治
- 覚運：汐見洋
- 静厳：香川良介
- 蜘蛛太：和崎隆太郎
- 法隆寺学頭：五味勝之介
- 天城四郎の手下：遠山恭二

続 親鸞
- 親鸞：中村錦之助 (萬屋錦之介)
- 法然：月形龍之介
- 峰阿弥：薄田研二
- 慈円僧正：大河内傳次郎
- 尋有：中村賀津雄
- 梢：丘さとみ
- 玉日姫：吉川博子
- 萬野：木暮実千代
- 天城四郎：岡田英次
- 月輪兼実：千田是也
- 安楽坊：尾上鯉之助
- 盛蓮：伏見扇太郎
- 性善坊：千秋実
- 覚明：加賀邦男
- 聖覚法師：徳大寺伸
- 弁海：平幹二朗
- 念阿：片岡栄二郎
- 如海：吉田義夫
- 西仙房心寂：原健策
- 蜘蛛太：和崎隆太郎
- 九条実篤：北竜二
- 経成：大邦一公
- 行経：瀬川路三郎
- 定経：御橋公
- 香具師：天草四郎
- 法師：水野浩
- 聖光院坊弁長：上代悠司
- 老傀儡師：小田部通麿
- 天城四郎の手下：遠山恭二
- 荒法師：汐路章
- 弟子僧の老人：尾上華丈
- 街の男：伊吹幾太郎

## 製作
主役の親鸞には、当時東映と契約していた三國連太郎を予定していたが、制作サイドと解釈の違いで揉め、最終的に東映京都の守衛所で田坂監督とプロデューサーと大喧嘩になり、役を降りた。解釈の違いは三國は鎌倉仏教が実践的で庶民的なものと考えていたが、脚本段階では隠微なものを通して親鸞が偶像になっているように感じたという。三國はこのときの後悔から自身で少しずつ親鸞と鎌倉仏教の研究を続け、この22年後の1982年5月に毎日新聞社から『白い道』第一巻（上・中・下）を刊行し、以降も親鸞関係の著書刊行を続けた。趣味を兼ねたものではあるが、取材費は全て自腹で計3,000万ぐらいを費やしたという。1987年には自身が初監督し『親鸞 白い道』を製作している。

## 同時上映
『親鸞』
- 『警視庁物語 聞き込み』
  - 脚本：長谷川公之／監督：飯塚増一／主演：堀雄二

『続 親鸞』
- 『マッキンレー征服』
  - 構成・編集：伊勢長之助／語り：杉山眞太郎／東映教育映画作品
  - ドキュメンタリー映画。

## ネット配信
『親鸞』
- 東映時代劇YouTube：2023年12月1日 - 同年同月15日

- 「東映時代劇YouTube」登録者30万人突破・設立2周年を記念して配信。

『続 親鸞』
- 現在のところ未定